# Portret van Christian Leibbrandt (Utrecht)
Portret van Christian Leibbrandt is een schilderij van Theo van Doesburg in het Centraal Museum in Utrecht.

## Voorstelling
Het stelt de amateurschilder Christian Leibbrandt voor. Van Doesburg was van 1906 tot 1915 goed bevriend met Leibbrandt en zijn vrouw Mina de Jager. Van Doesburg heeft ook minstens twee tekeningen van een slapende Leibbrandt gemaakt, beide vermoedelijk uit 1909. Een tweede geschilderd portret van Leibbrandt (met hoed) is in het bezit van de familie Leibbrandt in Nijmegen.

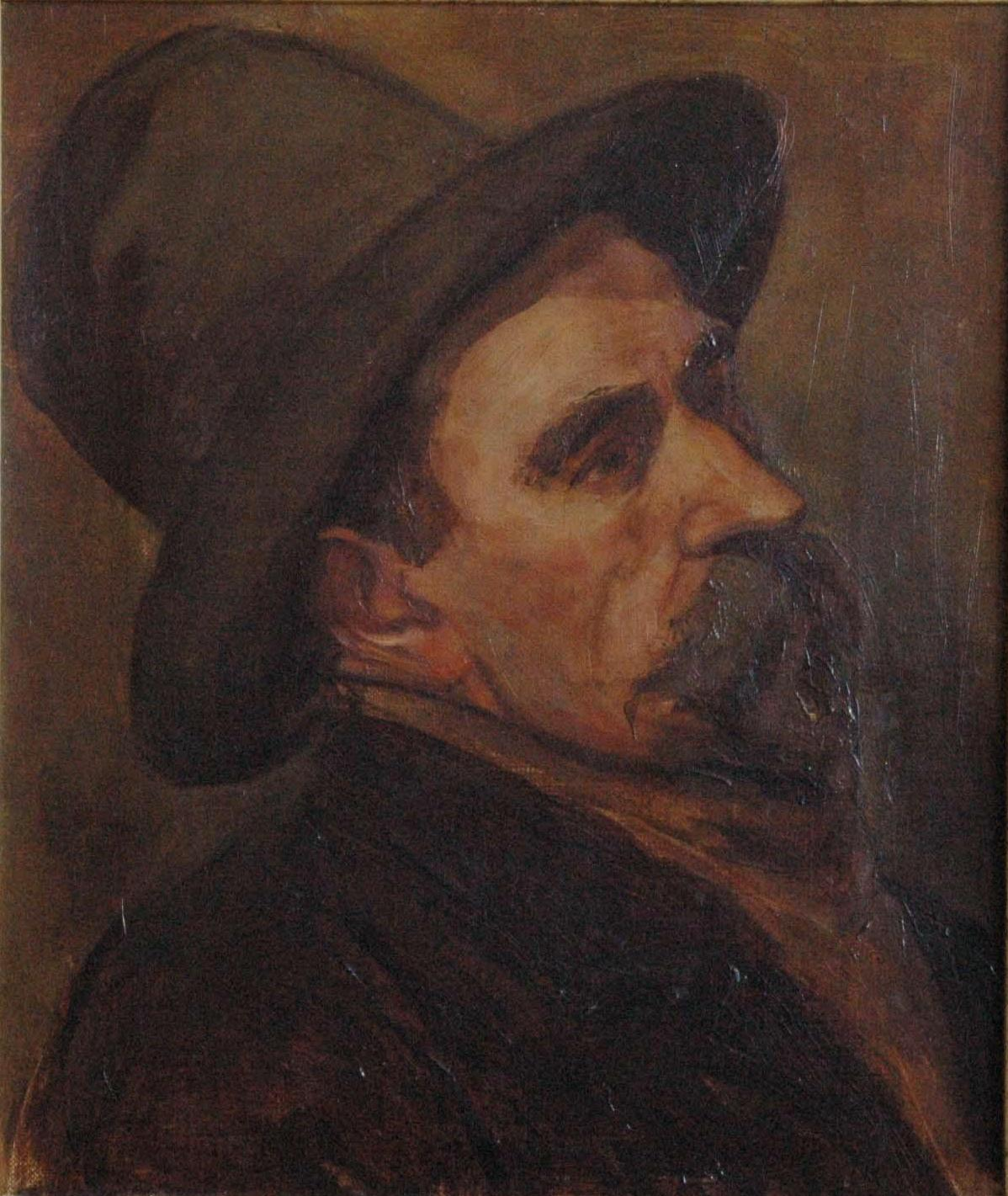
Theo van Doesburg. Portret van Christian Leibbrandt. Ca. 1906. Nijmegen, C.C. Leibbrandt.

## Datering
Het schilderij is rechtsonder gemonogrammeerd ‘VD’. De datering is gebaseerd op een etiket op de achterzijde met daarop de tekst ‘Manskop 1908. / (Impressionistisch) / Theo van Doesburg’. Ook in Van Doesburgs portfolio in het Rijksbureau voor Kunsthistorische Documentatie wordt het 1908 gedateerd.

## Herkomst
Na Van Doesburgs dood in 1931 kwam het werk in bezit van zijn vrouw Nelly van Doesburg, die het in 1975 aan haar nicht Wies van Moorsel naliet. Van Moorsel schonk het in 1981 aan de Dienst Verspreide Rijkscollecties (nu Rijksdienst voor het Cultureel Erfgoed), die het in 1999 in blijvend bruikleen gaf aan het Centraal Museum.